# Trofeum Harta
Trofeum Harta (ang. Hart Memorial Trophy, fr. Trophée Hart) – coroczna nagroda indywidualna przyznawana najbardziej wartościowemu zawodnikowi (MVP) w rozgrywkach NHL w sezonie zasadniczym. Wyboru dokonują członkowie stowarzyszenia Zawodowych Dziennikarzy Hokejowych.
Trofeum Harta ufundował w 1923 roku dr David Hart. Dotychczas nagrodę przyznano stukrotnie i sięgnęło po nią 62 różnych zawodników. Najwięcej razy w historii trofeum zdobył Wayne Gretzky (dziewięciokrotnie), a najczęściej po tytuł ten sięgali zawodnicy Montreal Canadiens (siedemnastokrotnie).

## Lista nagrodzonych

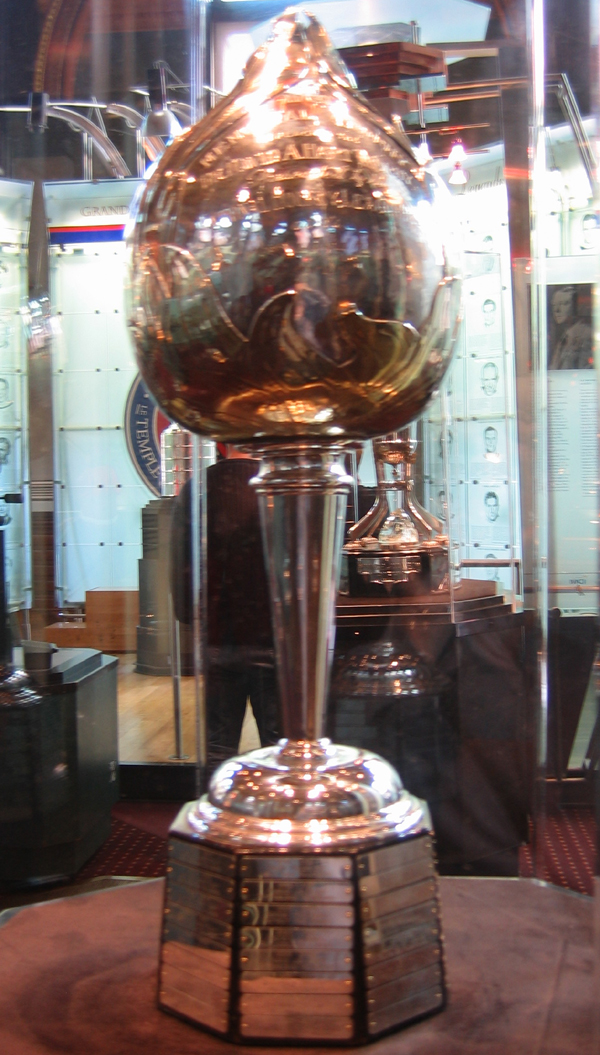
Trofeum Harta

- 2024, Nathan MacKinnon, Colorado Avalanche
- 2023, Connor McDavid, Edmonton Oilers
- 2022, Auston Matthews, Toronto Maple Leafs
- 2021, Connor McDavid, Edmonton Oilers
- 2020, Leon Draisaitl, Edmonton Oilers
- 2019, Nikita Kuczerow, Tamba Bay Lightnings
- 2018, Taylor Hall, New Jersey Devils
- 2017, Connor McDavid, Edmonton Oilers
- 2016, Patrick Kane, Chicago Blackhawks
- 2015, Carey Price, Montreal Canadiens
- 2014, Sidney Crosby, Pittsburgh Penguins
- 2013, Aleksandr Owieczkin, Washington Capitals
- 2012, Jewgienij Małkin, Pittsburgh Penguins
- 2011, Corey Perry, Anaheim Ducks
- 2010, Henrik Sedin, Vancouver Canucks
- 2009, Aleksandr Owieczkin, Washington Capitals
- 2008, Aleksandr Owieczkin, Washington Capitals
- 2007, Sidney Crosby, Pittsburgh Penguins
- 2006, Joe Thornton, Boston Bruins/San Jose Sharks
- 2005, nie przyznano z powodu lockoutu
- 2004, Martin St. Louis, Tampa Bay Lightning
- 2003, Peter Forsberg, Colorado Avalanche
- 2002, José Théodore, Montreal Canadiens
- 2001, Joe Sakic, Colorado Avalanche
- 2000, Chris Pronger, St. Louis Blues
- 1999, Jaromír Jágr, Pittsburgh Penguins
- 1998, Dominik Hašek, Buffalo Sabres
- 1997, Dominik Hašek, Buffalo Sabres
- 1996, Mario Lemieux, Pittsburgh Penguins
- 1995, Eric Lindros, Philadelphia Flyers
- 1994, Siergiej Fiedorow, Detroit Red Wings
- 1993, Mario Lemieux, Pittsburgh Penguins
- 1992, Mark Messier, New York Rangers
- 1991, Brett Hull, St. Louis Blues
- 1990, Mark Messier, Edmonton Oilers
- 1989, Wayne Gretzky, Los Angeles Kings
- 1988, Mario Lemieux, Pittsburgh Penguins
- 1987, Wayne Gretzky, Edmonton Oilers
- 1986, Wayne Gretzky, Edmonton Oilers
- 1985, Wayne Gretzky, Edmonton Oilers
- 1984, Wayne Gretzky, Edmonton Oilers
- 1983, Wayne Gretzky, Edmonton Oilers
- 1982, Wayne Gretzky, Edmonton Oilers
- 1981, Wayne Gretzky, Edmonton Oilers
- 1980, Wayne Gretzky, Edmonton Oilers
- 1979, Bryan Trottier, New York Islanders
- 1978, Guy Lafleur, Montreal Canadiens
- 1977, Guy Lafleur, Montreal Canadiens
- 1976, Bobby Clarke, Philadelphia Flyers
- 1975, Bobby Clarke, Philadelphia Flyers
- 1974, Phil Esposito, Boston Bruins
- 1973, Bobby Clarke, Philadelphia Flyers
- 1972, Bobby Orr, Boston Bruins
- 1971, Bobby Orr, Boston Bruins
- 1970, Bobby Orr, Boston Bruins
- 1969, Phil Esposito, Boston Bruins
- 1968, Stan Mikita, Chicago Black Hawks
- 1967, Stan Mikita, Chicago Black Hawks
- 1966, Bobby Hull, Chicago Black Hawks
- 1965, Bobby Hull, Chicago Black Hawks
- 1964, Jean Beliveau, Montreal Canadiens
- 1963, Gordie Howe, Detroit Red Wings
- 1962, Jacques Plante, Montreal Canadiens
- 1961, Bernie Geoffrion, Montreal Canadiens
- 1960, Gordie Howe, Detroit Red Wings
- 1959, Andy Bathgate, New York Rangers
- 1958, Gordie Howe, Detroit Red Wings
- 1957, Gordie Howe, Detroit Red Wings
- 1956, Jean Beliveau, Montreal Canadiens
- 1955, Ted Kennedy, Toronto Maple Leafs
- 1954, Al Rollins, Chicago Blackhawks
- 1953, Gordie Howe, Detroit Red Wings
- 1952, Gordie Howe, Detroit Red Wings
- 1951, Milt Schmidt, Boston Bruins
- 1950, Chuck Rayner, New York Rangers
- 1949, Sid Abel, Detroit Red Wings
- 1948, Bud O’Connor, New York Rangers
- 1947, Maurice Richard, Montreal Canadiens
- 1946, Max Bentley, Chicago Black Hawks
- 1945, Elmer Lach, Montreal Canadiens
- 1944, Babe Pratt, Toronto Maple Leafs
- 1943, Bill Cowley, Boston Bruins
- 1942, Tommy Anderson, Brooklyn Americans
- 1941, Bill Cowley, Boston Bruins
- 1940, Ebbie Goodfellow, Detroit Red Wings
- 1939, Toe Blake, Montreal Canadiens
- 1938, Eddie Shore, Boston Bruins
- 1937, Babe Siebert, Montreal Canadiens
- 1936, Eddie Shore, Boston Bruins
- 1935, Eddie Shore, Boston Bruins
- 1934, Aurel Joliat, Montreal Canadiens
- 1933, Eddie Shore, Boston Bruins
- 1932, Howie Morenz, Montreal Canadiens
- 1931, Howie Morenz, Montreal Canadiens
- 1930, Nels Stewart, Montreal Maroons
- 1929, Roy Worters, New York Americans
- 1928, Howie Morenz, Montreal Canadiens
- 1927, Herb Gardiner, Montreal Canadiens
- 1926, Nels Stewart, Montreal Maroons
- 1925, Billy Burch, Hamilton Tigers
- 1924, Frank Nighbor, Ottawa Senators